# Халкида
Халкѝда (на гръцки: Χαλκίδα, на старогръцки и катаревуса: Χαλκίς, Халкис) е град в Република Гърция, център на дем Халкида, столица на остров Евбея. Градът има 53 584 жители (2001).

## История
През 506 пр.н.е. Халкида е победен от древните атиняни. През 378 пр.н.е. влиза във втория атински съюз, докато македоните през 338 пр.н.е. превземат целия остров.
Името на града идва от гръцкото χαλκός, мед, заради наличието на залежи мед в района.

## Личности
- В Халкида умира гръцкият философ Аристотел през 322 пр.н.е., родното място на майка му.
- Драматургът, поетът и филологът Ликофрон (290 пр.н.е. / 250 пр.н.е.) вероятно е роден тук.